# Bp. Service
A Bp. Service egy főleg az 1990-es években aktív magyarországi indusztriális zenekar.

## Története
1982-ben alakult az Electric Petting együttes feloszlásával. 1982 és 1985 között valódi hangszeres zenét torzítottak zajjá. 1985 és 1987 között egy 20 csatornás keverővel dolgozták fel a zajgenerátorok és más hangkeltő eszközök kimenetét. 1988-tól a playbackelt ritmusok mellett ipari hulladékok által keltett hangokat, saját készítésű zajgenerátorokat és rugós, ütős hangszereket alkalmaztak.
Az automaták, az aluljárók, a mozgólépcsők, a metró-peronok, a konzervált sugárutak, a betonfelhők, a szmogködhuzatok zajmaradékából, hangjaiból építkezünk. Kitapintjuk a város pulzusát. Mi vagyunk a város hangtolmácsai és utószinkronizálói. Hangcsapdák fogságából elszabadult konzervált hanglenyomat.

## Koncertek/akciók

### 1997
Electronic Noise Theater, Roxy Klub, Los Angeles
Sneak-Preview Open House, Los Angeles
Electronic Noise & Soundscape, Lumpy Gravy, Los Angeles

### 1996
Impala Cafe Presents, Electric Thursday, Los Angeles

### 1995
Konzervált Zajlenyomat, Műcsarnok, Budapest
Koncert a Műcsarnok Szoborcsarnokában, Budapest
Zörejszínház 3, MU Színház, Budapest

### 1994
Tilos az Á, Budapest
Zajmanőver Koncert, Dalmát Pince, Szentendre
Zörejszínház 2, MU Színház, Budapest

### 1993
Zörejszínház 1, MU Színház, Budapest
KésőNaív – Konzervált Hanglenyomat 5., Játékszín, Budapest
Szükségmegoldás, Konzervált Hanglenyomat 3., Pécs
Hanglenyomat, Fiatal Művészek Klubja, Budapest

### 1992
Polypoézis, Olasz-Magyar Költészeti Fesztivál, MU Színház, Budapest
Koncert a gyárban, Pécs
Új Hölgyfutár, Zajköltészet, Szentendre

### 1990
Fekete Lyuk, Budapest
MU Színház, Budapest

### 1989
Hétvégi Expanzió, Görög Templom, Vác
MU Színház, Budapest
Independent, Óbuda Mozi, Budapest
Europakoló-Rémálom Turné, Egyetemi Színpad, Budapest
Solidart-Minifest, Fiatal Művészek Klubja, Budapest
Live Techno Pop Fest, Fiatal Művészek Klubja, Budapest

### 1988
Hangsugárzók, Fényes Adolf Terem, Budapest
Alternative Klub, Pataky István tér, Budapest
Kiállítás és koncert, Hadtörténeti Múzeum, Budapest

### 1987
Koncert a barlangban, Szentendre
Neue Ungarische Kunst, Rote Fabrik, Svájc
Európai turné: Németország, Ausztria

### 1986
Almássy Téri Szabadidő Központ

### 1985
Kiállítászenekar, Bercsényi, Budapest
FényTérKép, Petőfi Csarnok, Budapest
Barlangkoncert, Szentendre,
Nagyvárosi Utórezgés Fényhuzatok Árnyékában, Kassák Klub, Budapest

### 1984
Inkaszámtan, Egyetemi Színpad, Budapest
Plánum 84 c. művészeti fesztivál, Almássy téri Szabadidő Központ, Budapest
5. Szigorú Zenei Fesztivál, Egyetemi Színpad, Budapest
Zajterápia és Hangmanőver Koncert, Pinceszínház, Budapest

### 1983
Electric Petting, Fővárosi Művelődési Ház
Underground Éjszaka, Közgáz Klub

## Megjelent hanganyagok

### 2005
Plastic Alligator (Bp. Szabó György)

### 1998
Self Acting Technology / Bp. Szabó György, Kósa Vince, Kukta Erzsébet (Kokó) / Tone Casualties / David Eccles
Music For The Next Century / Compilation / Bp. Szabó György, Kósa Vince, Kukta Erzsébet (Kokó) / Tone Casualties / David Eccles

### 1997
Deep Signal / Bp. Szabó György, Kósa Vince, Kukta Erzsébet (Kokó) / Tone Casualties / Wahorn András

### 1995
The Machines Print Soundmaps / Kukta Erzsébet (Kokó), Bp. Szabó György, Kósa Vince / Tone Casualties / Wahorn András
The Lighter Side Of Dark / Compilation / Bp. Szabó György, Kósa Vince, Kukta Erzsébet (Kokó) / Tone Casualties / Wahorn András

### 1993
Noise / Bp. Szabó György, Kósa Vince, Kukta Erzsébet (Kokó) Bahia Kiadó, Bad Quality Records / Wahorn András

### 1990
Bp. Service / Bp. Szabó György, Kósa Vince, Orbán Balázs  / Weast Kiadó / Bad Quality Records / Wahorn András
Solidart-Minifest, Ipari Alpinisták / Bp. Szabó György, Égő Ákos / Talentum / Hortobágyi László

### 1988
Fényhuzatok árnyékában / Bp. Szabó György, Kósa Vince , Kulcsár Attila, Orbán Balázs / Bad Quality Records / Wahorn András
Közreműködők: Ámon László, Belányi István, Filep Sándor, Kilián Johny, Kirschner Péter, Kukta Béla, Prekob Zsolt, Wahorn András